# Ikigait
Ikigait är en övergiven bosättning på Grönlands västkust vid Amitsuarsukfjorden.
Ikigait var platsen för det gamla Herjolfsnæs, uppkalat efter Herjolf, som 985 tog platsen i besittning. Herjolfsnæs var en av nordbornas mest anlitade hamnar. En mängd fynd vittnar om att här fatts en betydande boplats. Särskilt märks kyrkoruinen och kyrkogården, där en mängd fynd av välbevarade medeltidskläder har påträffats.
1834 grundades här en mindre dansk koloni, Østprøven, vilken lades ned 1877.